# Osoczniki
Osoczniki (biał. Асочнікі) – wieś na Białorusi, położona w obwodzie grodzieńskim w rejonie grodzieńskim w sielsowiecie sopoćkińskim.
Pierwsze wzmianki pochodzą z 1554, wówczas wieś zamieszkiwali osocznicy opiekujący się Puszczą Augustowską. Trwało to przez XVI i XVII wiek, w XIX wieku Osoczniki należały do gminy Wołłowiczowce w powiecie augustowskim, do wsi należał również przysiółek Teolin. W 1828 wszystkie gospodarstwa były czynszowe, 25 domów zamieszkałych przez 155 osób. W 1886 było 36 domów, wieś liczyła 271 mieszkańców, wszyscy byli wyznania unickiego. 
W latach 1921–1939 Osoczniki należały do gminy Wołłowiczowce.